# Duellen (film)
Duellen (originaltitel: Duel, Finland: Fasans kilometrar) är en amerikansk road-thrillerfilm från 1971 av Steven Spielberg, skriven av Richard Matheson. Huvudrollen spelas av Dennis Weaver och en lastbil av märket Peterbilt 281 från 1955 (och stuntmannen Carey Loftin som förare, vilken tittarna aldrig får se ansiktet på i filmen). Duellen är Spielbergs första långfilm, och baseras på en verklig upplevelse som Richard Matheson var med om 1963.

## Handling
Den medelålders enbarnsfadern och försäljaren David Mann (Dennis Weaver) är på väg till ett möte i en annan stad och har en lång bilresa framför sig. Då han kör genom Mojaveöknen kommer han ifatt en rostig långtradar-tankbil som kör mycket långsamt, och bland annat spyr ut en sotig avgasrök. Han kör om, bara för att själv bli omkörd av långtradaren som sedan på nytt saktar ned. Efter detta eskalerar hela situationen och chauffören, som förblir okänd, sätter Manns liv på spel med långtradaren. Trots att Mann kör i uppåt 150 km/h, vilket hans blankröda Plymouth Valiant (1970) uppnår, har han ingen chans att köra ifrån långtradaren på plan terräng. Mann besöker bland annat ett par mackar och, i samband med en krasch, ett fik där långtradaren också stannar för att vänta in Mann som hindras från att kontakta polis och inte får några vittnen. På slutet kör chauffören utför ett stup då han skjuter Manns bil framför sig, men Mann klarar sig då han kastat sig ut ur sin bil i sista sekunden.